# 큰회갈색사향땃쥐
큰회갈색사향땃쥐(Crocidura luna)는 땃쥐과에 속하는 포유류의 일종이다. 앙골라와 콩고, 케냐, 말라위, 모잠비크, 르완다, 탄자니아, 우간다, 잠비아 그리고 짐바브웨에서 발견된다. 자연 서식지는 아열대 또는 열대 기후 지역의 습윤 산지 숲이다.